# Опиконсивия
Опиконсивия или Опалия (на латински: Opiconsivia, Opeconsiva, Opalia) е фестивал в Древен Рим на 25 август, празник в чест на Опс (Опс Консивия), богинята на жътвата и плодородието, по-късно на богатството и изобилието.